# Боевик (жанр)
Боеви́к — литературный жанр, который включает такие жанры, как шпионский роман, приключенческий роман, ужасы, плащ и кинжал и мистерия. Такая история использует напряжение, которое накапливается, когда читатель хочет знать, как будет разрешён конфликт между главным героем и антагонистом или каково решение головоломки триллера.

## Описание
Боевик — это форма жанровой литературы, тематика которой характеризуется акцентом на захватывающие сюжеты. Это не всегда означает, что они исключают развитие персонажа или повествование. Боевик связан с другими формами художественного вымысла, включая боевик, экшн-игры и другие, такие как манга и аниме. Он включает в себя боевые искусства, экстремальные виды спорта, автомобильные погони и транспортные средства, саспенс-боевик и комедию-боевик, каждый из которых более подробно фокусируется на своем собственном типе боевика. Обычно можно отличить по творческому стилю последовательности действий, акценту всего произведения, так что, например, стиль боевой последовательности будет указывать, можно ли классифицировать всю работу как приключенческий боевик или роман о боевых искусствах. Действие в основном определяется центральным акцентом на любое захватывающее движение.